# Monstro Discos
Monstro Discos est un label discographique indépendant brésilien. Le label a reçu le plus grand nombre de nominations aux Dynamite Independent Music Awards, et est considéré en 2021 par le journal Estado de Minas comme l'un des labels les plus segmentés du Brésil,,,.

## Histoire
Leonardo Ribeiro fonde Monstro Discos en 1998, dont la première sortie est le CD Sex, Rockets and Filth Songs du groupe Mechanics. Depuis lors, le label publie environ 180 titres, dont des CD, des disques compacts en vinyle, des cassettes, des VHS et des DVD, ainsi que des livres, des bandes dessinées et des albums d'autocollants.
Le label est à l'origine de la sortie de divers artistes tels que Autoramas, Ambervisions, Amp, Astronauts, Bang Bang Babies, Brinde, Barfly, Barizon, Canábicos, Cascadura, Canastra, Continental Combo, Dead Rocks, Darshan, Detetives, Devotos DNSA, Diablo Motor, Ecos Falsos, Frank Jorge, Firefriend, Girlie Hell, Irmãos Rocha, Hang the Superstars, Irmãos Rocha, Júpiter Maçã, Jukebox from Hell, Lucy and the Popsonics, Marcelo Gross, Macaco Bong, Mechanics, MQN, Mustang, Monstros do Ula Ula, Mundo Livre S/A, Ratos de Porão, et Os Gringos,.
Il s'impose également imposée comme un important producteur de concerts et d'événements avec la création du Goiânia Noise Festival, qui est l'un des plus grands et des plus importants festivals du pays et qui a accueilli de nombreux groupes nouveaux et établis tels que Sepultura, Los Hermanos, Pato Fu, Guitar Wolf, Nação Zumbi, Nebula, Black Mountain, Matanza, Dirty Projectors, BNegão, The Exploited, Bellrays, Biohazard, Delinquent Habits, Helmet, Violeta de Outono, Raimundos, Gerson King Combo, Garotos Podres, Sérgio Dias, et Watts,,.
En 2009, le directeur de Monstro Discos, Fabrício Nobre, remporte un prix du British Council. En 2018, le label investit à nouveau massivement dans le vinyle et publie 28 titres.
En 2021, Monstro Discos décide d'investir dans le financement participatif pour organiser un festival en ligne appelé Goiânia Rock City 2021 en raison de l'impossibilité d'organiser son festival principal pendant la pandémie de Covid-19. L'événement a lieu entre le 16 et le 18 juillet, et rassemble environ 12 groupes dans des spectacles diffusés en direct. 